# Salomon Coster
Salomon Coster, född cirka 1620, död 1659, var en holländsk urmakare från Haag, som 1657, blev den förste urmakaren som tillverkade ett pendelur, som hade uppfunnits av Christiaan Huygens (1629-1695). Costers första klockor signerades med "Samuel Coster Haghe met privilege" vilket visade att han hade uppfinnarens godkännande att tillverka sådana klockor.
Det första uret han tillverkade finns på Museum Boerhaave i Leiden, Nederländerna.